# いかさま師 (オペレッタ)

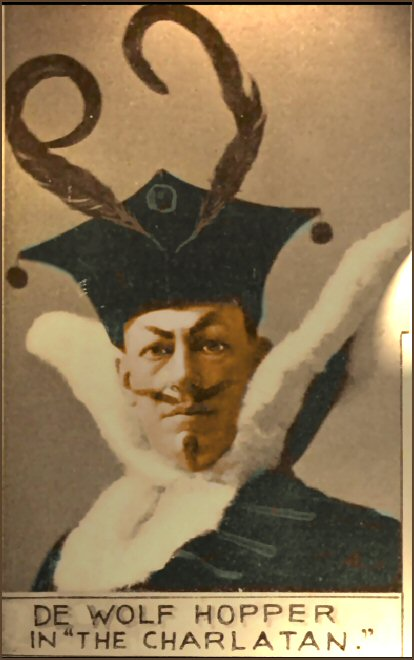
『いかさま師』のデヴォルフ・ホッパー。

『いかさま師』（いかさまし、英語: The Charlatan）は、1898年に発表されたアメリカ合衆国のオペレッタで、別名を「The Mystical Miss」といい、詞と曲は、ジョン・フィリップ・スーザが書いた。今日では、本作の一部である行進曲「いかさま師 (The Charlatan March)」だけが広く知られている。

## 上演
『いかさま師』は、3幕のコミック・オペラであり、台本はチャールズ・クレインが手がけ、音楽をジョン・フィリップ・スーザが書いた。本作は、デヴォルフ・ホッパーの歌劇団のために書かれたもので、1898年8月29日に初演された。H・A・クリップス (H. A. Cripps) が舞台監督を務めた、ニューヨークのニッカーボッカー劇場における本作のブロードウェイ公演は、9月8日から10月8日まで続いた。

### キャスト
初演時の配役は以下の通り。
- デヴォルフ・ホッパー - デミドフ (Demidoff)
- Edmund Stanley -ボリス王子 (Prince Boris)
- Mark M. Price - ゴーゴル (Gogol)
- アルフレッド・クレイン（英語版） - ジェリコフ (Jelikoff)
- George W. Barnum - ペショフスキー大尉 (Captain Peshofki)
- Arthur Cunningham - 大公 (the Grand Duke)
- Harry P. Stone - コフェフ (Kofeff)
- C. Arthur - スコベロフ (Skobeloff)
- Nella Bergen - アンナ (Anna)
- Alice Judson - カトリンカ (Katrinka)
- Katherine Carlisle - ソフィア (Sophia)
- Adine Bouviere - 大公夫人 (the Grand Duchess)

その後、好評のうちに利益を上げた地方巡業を経て、『いかさま師』は、1899年5月4日からブロードウェイの5番街劇場で再演された。ホッパーは、妻ネラ・バーゲン (Nella Bergen) とともに、このオペレッタの主演を務め、1899年12月13日からは、『The Mystical Miss』と題名を変えて、ロンドンのコメディ劇場（Comedy Theatre：後のハロルド・ピンター劇場）でも公演をおこなった。